# 霍尼頓
霍尼頓 （Honiton）是英格蘭德文郡的一個城鎮和民政教區，位於埃克塞特東北17英里（27）。霍尼頓現在有人口11,822人。